# Machatas z Elimei
Machatas (gr.: Μαχάτας, Machàtas) (IV w. p.n.e.) – książę Elimei, drugi syn króla Elimei Derdasa II, ojciec Harpalosa, skarbnika króla macedońskiego Aleksandra III Wielkiego, oraz Filipa, satrapy w Indiach. Starszy brat Derdas III był ostatnim królem Elimei, a siostra Fila była drugą żoną Filipa II, króla Macedonii. Po wcieleniu Elimei do Macedonii Machatas przebywał prawdopodobnie na dworze szwagra, bowiem Plutarch w swych Powiedzeniach królów i wodzów przekazał anegdotę na jego temat. Podał, że król Filip II Macedoński będąc senny skazał go na karę. Machatas wykrzyknął, że się odwoła od wyroku. Król zdenerwowany spytał: „Przed kim?” Tamten, że przed nim samym, kiedy nie będzie śpiący i uważnie wszystkiego wysłucha. Na jego słowa król wstał i zrozumiał, że Machatas został źle potraktowany. Postanowił nie uchylać wyroku, lecz osobiście zapłacić za niego karę finansową.